# Kombinacja norweska na Mistrzostwach Świata w Narciarstwie Klasycznym 1941
Zawody w kombinacji norweskiej na Mistrzostwach świata w narciarstwie klasycznym 1941 odbyły się w dniach 5 – 6 lutego 1941 roku we włoskiej miejscowości Cortina d’Ampezzo. W zawodach wzięli udział zawodnicy z III Rzeszy, Szwecji, Finlandii, Szwajcarii, Słowacji, Jugosławii i Włoch. Sklasyfikowano 22. zawodników.
Podczas spotkania we francuskim mieście Pau, FIS zadecydowała, że wyniki z tych mistrzostw nie będą wliczane do klasyfikacji ogólnej, gdyż liczba zawodników była zbyt mała.

## Wyniki

### Skocznia normalna/18 km
- Data 5 – 6 lutego 1941

| Medal | Zawodnik       | Narodowość | Wynik |
| ----- | -------------- | ---------- | ----- |
|       | Gustav Berauer | III Rzesza | 431,0 |
|       | Pauli Salonen  | Finlandia  | 414,8 |
|       | Josef Gstrein  | III Rzesza | 406,2 |
| 4     | Kalevi Kaplas  | Finlandia  | 392,4 |
| 5     | Timo Murama    | Finlandia  | 391,6 |
| 6     | Sven Selånger  | Szwecja    | 391,5 |
| 7     | Bruno da Col   | Włochy     | 390,6 |
| 8     | Hans Lahr      | III Rzesza | 389,3 |
| 9     | Walter Fux     | Szwajcaria | 388,7 |
| 10    | Niilo Nikunen  | Finlandia  | 387,6 |